# Анонимайзер
Анонимайзер — общее название средств для скрытия информации о компьютере, его IP-адресе или пользователе в сети от удалённого сервера.

## Сфера использования
Анонимайзеры применяются не только для обеспечения конфиденциальности, но и в качестве возможности посещать заблокированные в стране сайты, получения доступа к чатам и форумам, если ваш IP-адрес там заблокирован, обхода ограничений файлообменников и др. Сервисы-анонимайзеры скрывают данные пользователя или компьютера в локальной сети от удаленного сервера.

## Принцип работы

### Сайт-анонимайзер
Работает веб-анонимайзер следующим образом: пользователь заходит на веб-сайт, предоставляющий услугу анонимайзера, вводит в адресную строку адрес веб-страницы, которую пользователь желает посетить анонимно. Анонимайзер загружает эту страницу себе, обрабатывает её и передает пользователю от своего имени (имени сервера-анонимайзера).
Отличие веб-анонимайзера от VPN в отсутствии шифрования данных, передаваемых по каналу подключения.

### Программы-анонимайзеры
Клиентское программное обеспечение самостоятельно подключается к прокси-серверу и в зависимости от возможностей и распространения (платная / бесплатная), либо просто скрывают IP-адрес, либо предоставляют комплекс решений обеспечивающих полную анонимность.
Сервисы-анонимайзеры скрывают данные о компьютере или пользователе в локальной сети от удаленного сервера.
В большинстве случаев, при открытии веб-страницы через программу-анонимайзер, провайдеру посылается запрос по зашифрованному VPN-соединению, из которого удалены все персональные данные, в связи с чем, провайдер может определить лишь то, что были переданы некие сведения. Далее запрос от провайдера поступает на сервис-анонимайзера, который расшифровав его, маскирует данные либо через прокси-серверы, либо посредством NAT маршрутизации. При этом расшифрованный запрос, поступает на интернет страницу под новым IP-адресом сервиса, обеспечивая тем самым анонимность. Когда же такие запросы одновременно поступают от нескольких пользователей, провайдеру еще сложнее определить кто и какие веб-страницы открывал. Кроме того, многие программы-анонимайзеры также скрывают информацию о компьютере пользователя и блокируют файлы cookies, обеспечивая тем самым дополнительную защиту от слежки. Знать о методах защиты личной информации крайне важно.
Среди распространенных программ-анонимайзеров выделяется Tor Browser. Он позволяет пользователю анонимно просматривать веб-страницы, скрывая фактическое имя пользователя, и защищает от любого анализа трафика.

## Недостатки
Основное неудобство при использовании анонимайзеров — более низкая скорость загрузки сайтов.

## Ограничения в России
С 1 ноября 2017 года в России вступил в силу закон о запрете использования анонимайзеров и VPN-сервисов для посещения запрещенных Роскомнадзором сайтов. В случае отказа владельцев анонимайзеров исполнять закон они сами будут заблокированы. Деятельность МВД России по борьбе с запрещенными сайтами продолжается.
В результате принятых поправок с 2017 года владельцам анонимайзеров и VPN-сервисов запрещено предоставлять возможность их использования в Российской Федерации для получения доступа к заблокированным информационным ресурсам.